# درفش کاویانی
دِرَفشِ کاویانی پرچم اسطوره‌ای و تاریخیِ ایران از پادشاهی پیشدادی، پادشاهی کیانی تا پایان شاهنشاهی ساسانی بود که بنا به روایت فردوسی در شاهنامه، این درفش با خیزش کاوهٔ آهنگر دربرابر ضحاک و آغاز پادشاهی فریدون پدید آمد. از درفش کاویانی نوارهایی به رنگ‌های سرخ، زرد، کبود و بنفش آویزان بود و در میانهٔ آن نیز شکل یک ستاره (اختر) قرار داشت و به همین دلیل است که در منابع با نام اختر کاویانی نیز شناخته می‌شود.
این پرچم پس از قیام کاوه علیه ضحاک به وجود آمد، هنگامی که کاوه پیش‌بند چرمی آهنگری‌اش را بر نیزه‌ای چوبی استوار کرد و مردم را گرد خود جمع کرد تا دربرابر ضحاک بشورند. پس از پیروزی این قیام، و به پادشاهی رسیدن فریدون، او این درفش را گرامی داشت و جواهراتی به آن افزود. به گفتهٔ منابع، این درفش ابعادی حدود ۵ متر در ۷٫۵ متر داشته و جنس آن از پوست پلنگ یا شیر بوده‌است.
برخی از پژوهشگران عقیده دارند این پرچم در دوره‌های تاریخی ایران همچون شاهنشاهی هخامنشی و اشکانی نیز پرچم ملی ایران بوده‌است. با این حال، منابع پذیرفته‌شده‌ای در دسترس است که نشان می‌دهد این درفش در شاهنشاهی ساسانی پرچم رسمی ساسانیان بوده و از آن در جنگ‌ها نیز استفاده می‌شد. در نبرد قادسیه درفش کاویانی به دست اعراب مسلمان افتاد و جواهرهای روی آن به غارت رفت و خود درفش نیز به دستور عمر بن خطاب به آتش کشیده‌شد. درفش کاویانی در تاریخ ایران بارها نماد آزادی‌خواهی بوده و از آن در متون تاریخی نام برده شده‌است. برای نمونه، یعقوب لیث که ادعای «میراث پادشاهان ایران» را کرده‌بود و در پی «احیای شکوه و جلال آنان» بود، شعری برای خلیفهٔ عباسی فرستاد و در آن گفت: «درفش کاویانی (عَلَم الکابیان) همراه من است و امیدوارم که زیر سایهٔ آن بر ملت‌ها فرمانروایی کنم». در دوران مدرن نیز این درفش نقشی نمادین در جنبش‌های سیاسی و اجتماعی داشت و در ملی‌گرایی نوین ایران توأمان دارای نقشی عقیدتی، فرهنگی و روشنفکری بوده و نماد میهن‌پرستان به‌شمار رفته‌است.

## ظاهر

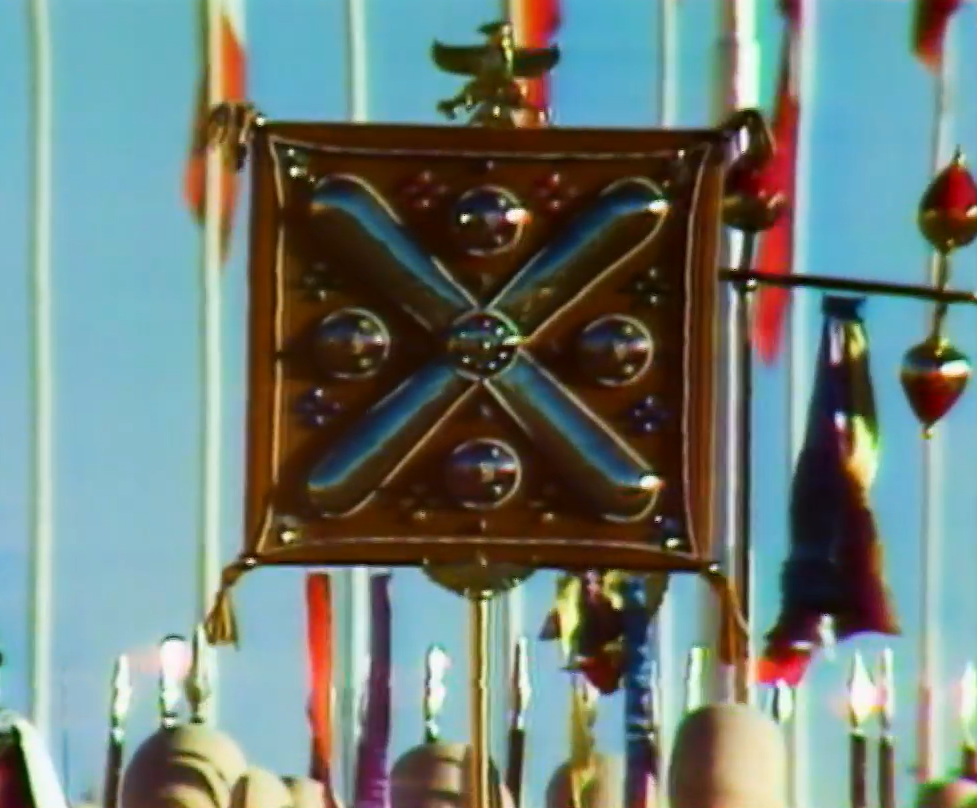
بازسازی درفش کاویانی دورهٔ ساسانی در جشن‌های ۲۵۰۰سالهٔ شاهنشاهی ایران

به‌گفتهٔ طبری و مسعودی تاریخ‌نگاران سدهٔ دهم میلادی، این پرچم از پوست پلنگ ساخته شده بود و ابعاد آن ۸ ×۱۲ ذراع، (حدود ۵ ×۷٫۵ متر) بود. خوارزمی به منابعی اشاره کرده که در آن‌ها جنس درفش کاویانی از پوست خرس یا شیر بوده‌است.
وصف درفش کاویانی در شاهنامه چنین آمده که درفشی مرصع و دارای نوارهای سرخ، زرد، کبود و بنفش با نشان ستاره (اختر) بوده‌است. این درفش را به دلیل این نشان، اختر کاویان نیز می‌نامیدند و بدین طریق بر معنای نمادین آن، بخت و اقبال، تأکید می‌کردند.
فردوسی در داستان کاوهٔ آهنگر درفش کاویانی را چنین وصف می‌کند:
| از آن چرم کاهنگران پشتِ پای  |  | بپوشند هنگامِ زخمِ دَرای     |
| همان کاوه آن بر سرِ نیزه کرد |  | همانگه زِ بازار برخاست گَرد |

و سپس می‌گوید:
| چُن آن پوست بر نیزه بر دید کی  |  | به نیکی یکی اَختَر افگند پی   |
| بیاراست آنرا به دیبایِ روم     |  | زِ گوهر برو پیکر و زَرّ بوم    |
| بزد بر سرِ خویش چون گِرد ماه    |  | یکی فالِ فرّخ، پی افگند شاه   |
| فرو هِشت ازو سُرخ و زرد و بنفش  |  | همی خواندْش، کاویانی دِرَفش    |
| از آن پس هر آنکس که بگرفت گاه |  | به شاهی به سر برنهادی کلاه  |
| بَران بی‌بها چرمِ آهنگران        |  | برآویختی نوبنو گوهران       |
| ز دیبایِ پرمایه و پرنیان       |  | بَران گونه گشت اخترِ کاویان   |
| که اندر شبِ تیره چون شید بود   |  | جهان را ازو دل پُر اومید بود |

وی در آغاز داستان فرودِ سیاوَخْش نیز این درفش را چنین وصف می‌کند:
| هوا سُرخ و زرد و کبود و بنفش |  | ز تابیدنِ کاویانی درفش |

## پیشینه

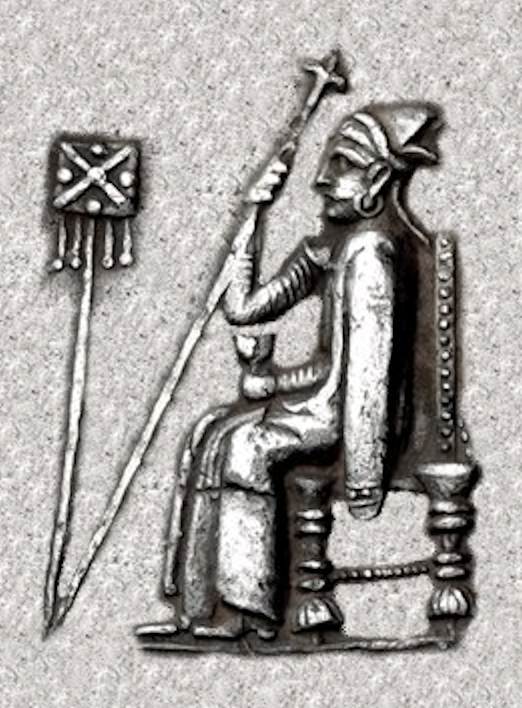
بغداد یکم با جامه و عصای پادشاهی بر روی تخت پادشاهی نشسته و درفش کاویانی در روبروی او قرار گرفته‌است.

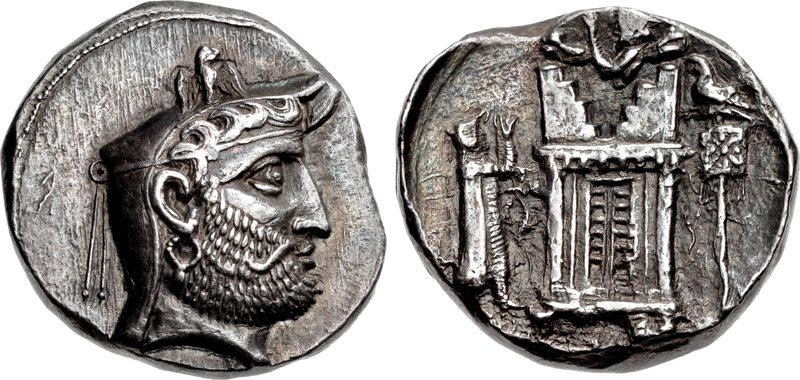
سکهٔ وادفراداد دوم، بر فراز درفش کاویانی و نیز بر فراز کلاه او پرنده‌ای دیده می‌شود.

براساس شاهنامهٔ فردوسی، کاوهٔ آهنگر هنگام خیزش دربرابر ضحاک، پیش‌بند چرمی خود را بر نیزه‌ای چوبی قرار دارد و از آن به‌عنوان نمادی برای اتحاد علیه ضحاک استفاده کرد. پس از پیروزی قیام، پادشاهی به فریدون رسید و او نیز با افزودن زَر و جواهر و نوارهای سرخ، زرد، کبود و بنفش آن را آراست و نامش را درفش کاویان گذاشت و پس از او (فریدون) نیز هر پادشاهی که به قدرت می‌رسید، جواهراتی به آن می‌افزود.
در اوستا و منابع هخامنشی یا اشکانی به درفش کاویانی اشارهٔ مستقیمی به میان نیامده است، اما برخی از پژوهشگران از جمله فردیناند یوستی، فردریش ساره، و اسکار مان عقیده دارند که درفش کاویانی در قسمت آسیب‌دیدهٔ موزائیک اسکندر به تصویر کشیده شده‌است. ولی گزنفون در آناباسیس اشاره کرده که پرچم پادشاه هخامنشی عقابی طلایی بر سپری بود که بر نیزه حمل می‌شد. آرتور کریستنسن درفش کاویانی را به عنوان پرچم سلطنتی ساسانیان پذیرفت و استدلال کرد که اسطورهٔ کاوهٔ آهنگر در دورهٔ ساسانیان شناخته شده بود و شهرت خاندان کارن که نسب خود را به قارن پسر کاوه می‌رساندند موید این امر است. استیگ ویکاندر با این دیدگاه موافق بود، اما عقیده داشت که این درفش را گروهی از مردان جنگ‌جوی عصر اوستایی و نگهبانان و راهبان جنگی دین زرتشتی هم حمل می‌کردند. او همچنین معتقد بود که درفش کاویانی در دوران اشکانیان نیز پرچم ملی ایران بوده‌است.
در نبرد قادسیه که در آن اعراب مهاجم بر سپاه ساسانیان پیروز شدند، درفش کاویانی به دست ضرار بن خطاب افتاد. او ۳۰٬۰۰۰ دینار برای آن دریافت کرد، اگرچه ارزش واقعی آن ۱٫۲ یا حتی ۲ میلیون دینار بود. پس از برداشتن جواهرها، گفته می‌شود که عمر بن خطاب درفش کاویانی را سوزاند.

## کارکرد

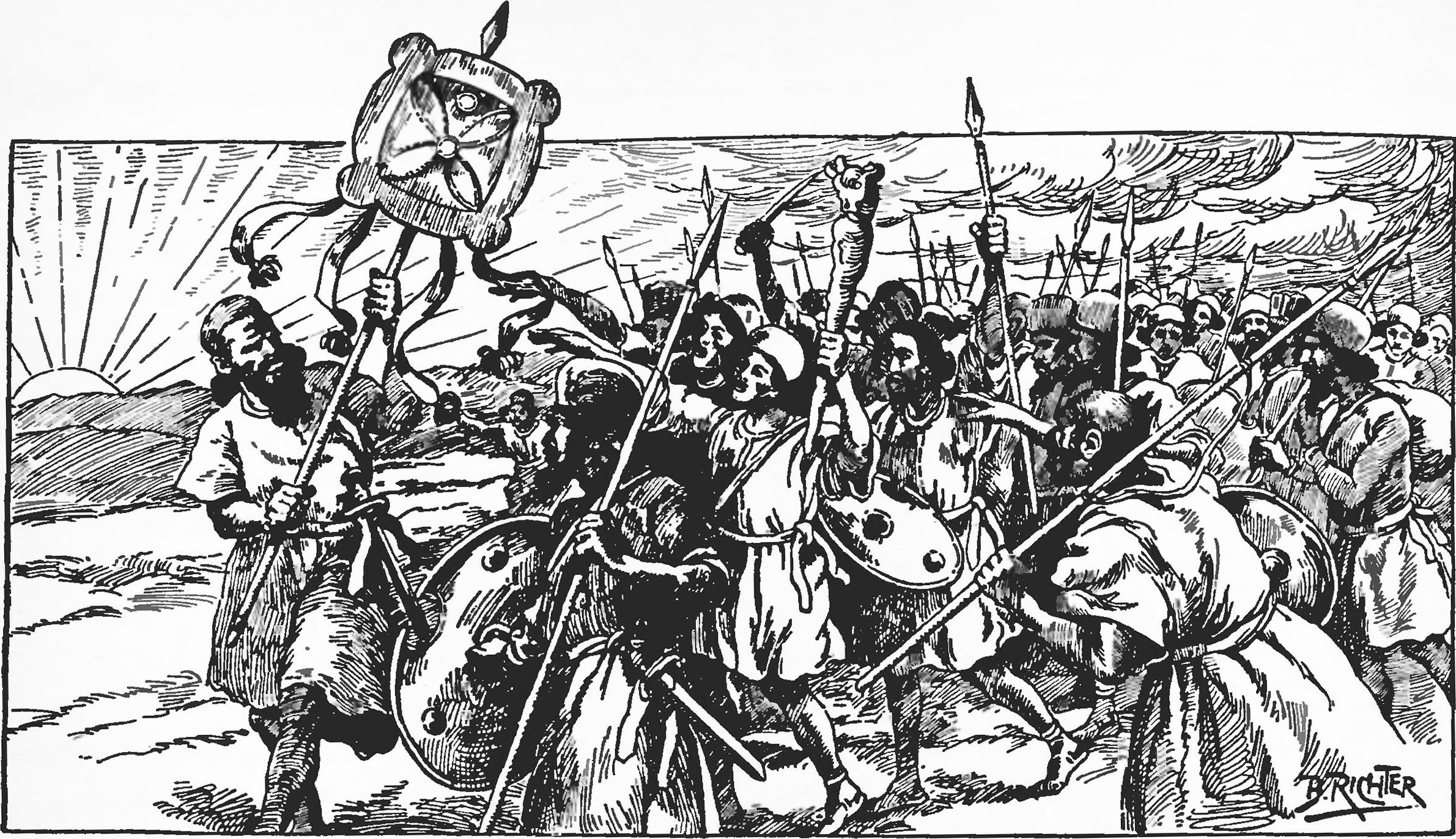
درفش کاویانی در دستان کاوهٔ آهنگر که بر روی جلد مجلهٔ کاوه که در برلین چاپ می‌شد

درفش کاویانی را همهٔ پادشاهان ایران گرامی می‌داشتند و به باور ایرانیان، این درفشِ فرخنده مایهٔ پیروزی در جنگ‌ها به‌شمار می‌رفت. اشارهٔ کنایه‌آمیز ناصرخسرو به «خجسته علم کاویان» و نیز خاقانی این باور را نشان می‌دهد. به سبب همین ویژگی‌ها، پادشاهان ایرانی گوهرهایی گرانبها بر آن آویخته بودند. به گفتهٔ شاهنامه، هنگام جمع‌آوری ارتش، پنج موبد درفش کاویانی را از انبار بیرون می‌آوردند و همراه شاه یا فرماندهِ ارتش به جنگ می‌بردند.

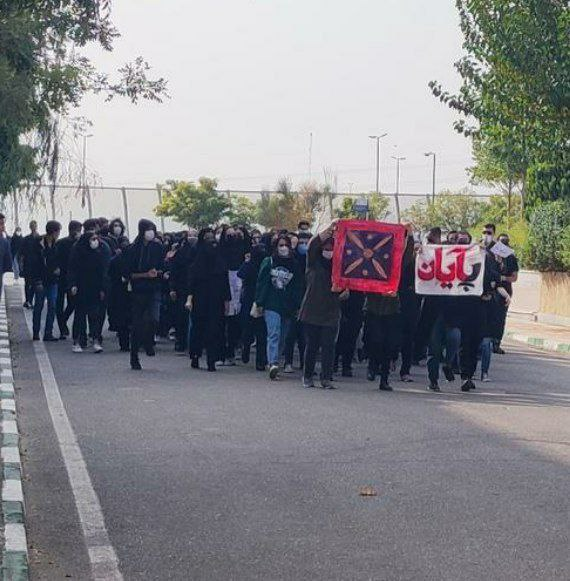
طرح بازسازی‌شده و جدید پرچم کاویانی مبتنی بر اطلاعات تاریخی و فرهنگی که در طول خیزش ۱۴۰۱ ایران توسط دانشجویان دانشگاه علامه طباطبایی تهران به کار گرفته شد.

اهمیت ملی درفش کاویانی به حدی بود که یک قهرمان تورانی می‌توانست بگوید: «آن اختری است که قوت ایرانیان در آن نهفته‌است» و «اگر آن درفش ارغوانی را بگیریم، ما روز را بُردیم». در واقع تسخیر و انهدام این پرچم نشان از فروپاشی شاهنشاهی ایران داشت؛ بنابراین، هنگامی که یعقوب لیث ادعای «میراث پادشاهان ایران» را کرد و در پی «احیای شکوه و جلال آنان» بود، شعری برای خلیفهٔ عباسی فرستاد و در آن گفت: «درفش کاویانی (عَلَم الکابیان) همراه من است و امیدوارم که زیر سایهٔ آن بر ملت‌ها فرمانروایی کنم». ممکن است قصد او این بوده باشد که پرچمی مشابه پرچم باستانی ایران را دوباره بسازد، اما این امر هرگز محقق نشد. با این وجود، پرچم‌های ستاره‌دار در ایران محبوبیت خود را حفظ کردند تا زمانی که نماد شیر و خورشید بر روی پرچم‌ها قرار گرفت.
در دوران نوین، درفش کاویانی نقشی نمادین در جنبش‌های ملی‌گرایانه و سیاسی داشت. این نماد نه تنها در جنبش‌های سیاسی پوپولیستی جایگاه خاصی داشت، بلکه نمادی بود که در ملی‌گرایی نوین ایران، توأمان دارای نقشی عقیدتی، فرهنگی و روشنفکری بوده و نماد میهن‌پرستان به‌شمار رفته‌است.

در طول خیزش ۱۴۰۱ ایران، درفش کاویانی در تجمعات اعتراضی مختلفی در داخل و خارج از ایران به اهتزاز درآمد و تصویر آن بر دیوار بسیاری از شهرها نقش بست و حساب‌های کاربری در رسانه‌های اجتماعی نیز بارها این تصویر را بازنشر کردند. سایه رحیمی در ایندیپندنت فارسی عقیده دارد که درفش کاویانی برآمده از دل توده‌های مردم و یادآور غرور ملی ایرانیان است و در خلال این خیزش نیز به نماد آزادی‌خواهی و پیروزی ملی بر ظلم و استبداد تبدیل شده‌است.